# Wadd
Wadd in arabo ﻭﺩ‎?, Wadd, "Amore, Amicizia", noto anche come Wadad, Hadad o Adu, fu un'antica divinità maschile del Qataban, di Awsan e dei Minei di al-Maʿīn. Si riteneva che i serpenti fossero animali sacri a Wadd.
Conosciuto in Mesopotamia come Adad già in età pre-sargonica, e tra gli Amorrei come Adda, Ada o Addu, 
Wadd si presentava nel suo santuario di Dūmat al-Jandal come un idolo antropomorfo, coperto da un vestito e con un mantello sospeso sulle spalle. Portava inoltre una spada alla cintola e un arco sulle spalle con la faretra, impugnando una corta lancia (ḥarba) surmontata da uno stendardo.
È ricordato nel Corano (LXXI:23) come un idolo risalente all'epoca del profeta Noè (Nūḥ).
La statua fu distrutta, su disposizione di Maometto da Khālid b. al-Walīd.